# Burchard
Burchard és una població dels Estats Units a l'estat de Nebraska. Segons el cens del 2000 tenia 103 habitants.

## Demografia
Segons el cens del 2000, Burchard tenia 103 habitants, 42 habitatges, i 28 famílies. La densitat de població era de 248,6 habitants per km².
Dels 42 habitatges en un 33,3% hi vivien nens de menys de 18 anys, en un 61,9% hi vivien parelles casades, en un 7,1% dones solteres, i en un 31% no eren unitats familiars. En el 26,2% dels habitatges hi vivien persones soles el 16,7% de les quals corresponia a persones de 65 anys o més que vivien soles. El nombre mitjà de persones vivint en cada habitatge era de 2,45 i el nombre mitjà de persones que vivien en cada família era de 3,03.
Per edats la població es repartia de la següent manera: un 26,2% tenia menys de 18 anys, un 7,8% entre 18 i 24, un 23,3% entre 25 i 44, un 19,4% de 45 a 60 i un 23,3% 65 anys o més.
L'edat mediana era de 43 anys. Per cada 100 dones de 18 o més anys hi havia 72,7 homes.
La renda mediana per habitatge era de 30.625 $ i la renda mediana per família de 40.000 $. Els homes tenien una renda mediana de 21.250 $ mentre que les dones 19.306 $. La renda per capita de la població era de 14.390 $. Cap de les famílies i el 5,5% de la població estaven per davall del llindar de pobresa.

## Poblacions més properes
El següent diagrama mostra les poblacions més properes.